# Polyclysta hypogrammata
Polyclysta hypogrammata är en fjärilsart som beskrevs av Achille Guenée 1858. Polyclysta hypogrammata ingår i släktet Polyclysta och familjen mätare. Inga underarter finns listade i Catalogue of Life.